# Edwin Valero
Edwin Antonio Valero (Mérida, 3 dicembre 1981 – Valencia, 19 aprile 2010) è stato un pugile venezuelano.
Soprannominato "El Inca Dinamita"  è stato campione del mondo in due classi di peso avendo detenuto il titolo WBA nei pesi superpiuma dal 2006 al 2008, ed il WBC nei pesi leggeri dal 2009 al 2010. Riconosciuto da Ring Magazine come uno dei più forti pugili della sua generazione e da Sport Illustrated come "Il più pericoloso mancino degli ultimi 20 anni", era noto per il suo brutale stile di combattimento e la potenza devastante dei suoi pugni. BoxRec lo ha inserito al secondo posto nella classifica dei migliori pugili venezuelani pound-for-pound di sempre. Valero è tuttora detentore della più alta percentuale di KO (100%) ed è l'unico pugile nella storia della boxe professionistica riconosciuto ufficialmente dalla WBC a vincere prima del limite tutti gli incontri disputati di cui almeno uno valido per il titolo mondiale. Ha detenuto inoltre il record di vittorie consecutive per KO alla prima ripresa (18).
Nel 2004 Valero venne bandito dal pugilato professionistico negli Stati Uniti per motivi medici (ad eccezione dello stato del Texas) e fu a lungo poco mediatizzato rispetto ai suoi colleghi di altre classi di peso. Ottenne grande fama invece in Europa, Sud America e Giappone.
Nonostante sia stato uno dei picchiatori più duri di sempre, Valero è ricordato anche per la vita controversa che condusse fuori dal ring e le numerose vicende giudiziarie che lo coinvolsero. Arrestato il 18 aprile 2010 per il cruento omicidio di sua moglie Jennifer Carolina Viera, si tolse la vita il giorno seguente all'età di 28 anni nella cella di detenzione.

## Biografia

### Primi anni e approccio con la boxe
Edwin Valero nacque il 3 dicembre 1981 a Bolero Alto, un piccolo paese di montagna di Mérida. È il terzo di cinque fratelli. Il padre Domingo Valero è un camionista e la madre Eloìza Vivas è cameriera in un ristorante. I genitori divorziarono nel 1988 ed il padre, di conseguenza, abbandonò la città per dedicarsi a tempo pieno al suo mestiere, lasciando l'ex moglie e i cinque figli in condizioni di vita molto difficili. Ridotto in povertà, per supportare la famiglia il giovane Valero smise di andare a scuola per lavorare come fruttivendolo in una bancarella. Spesso, dopo il lavoro non aveva neanche i soldi per il biglietto dell'autobus che lo riportava a casa e dovette dormire nella stessa stazione. Anni dopo, così il pugile riassumeva in un'intervista a un quotidiano statunitense la sua infanzia: "Non ho avuto un'infanzia normale. Era lavoro, lavoro, lavoro. Davo a mia madre tutto quello che guadagnavo. Avevamo a malapena il cibo per mangiare".
L'adolescenza di Valero è caratterizzata da piccoli crimini e uso di droghe. Già dall'età di dodici anni ebbe esperienze con alcol e cocaina e i primi guai con la legge unendosi ad una baby gang locale dedita alle risse e ai furti di motociclette.
Appassionatosi in tenera età agli sport da combattimento, Valero iniziò a praticare il taekwondo. All'età di dodici anni trovò lavoro in un negozio di biciclette, qui il suo capo Dimas Garcia, a sua volta ex-pugile, spinse il giovane a imparare a boxare. Cominciò così ad allenarsi in una palestra intitolata al campione olimpico Francisco «Morochito» Rodríguez e venne notato da Oscar Ortega, il proprietario della struttura, che intuendone il talento dopo averlo visto combattere si offrì di allenarlo. Ortega divenne mentore di un Valero ancora bambino, risultando importante non solo dal punto di vista sportivo ma anche da quello umano. Valero sostenne più volte che la nobile arte lo tolse dalla strada salvandolo da un futuro certo di crimini.
Il 5 febbraio 2001 ebbe un grave incidente stradale: procedendo con la sua moto, perde il controllo uscendo da una curva e si schianta a circa 80 km/h contro una macchina parcheggiata. Valero urta con il corpo il parabrezza posteriore dell'auto e viene sbalzato dal suo mezzo battendo violentemente la testa sul marciapiede; non indossava il casco. Le sue condizioni appaiono subito gravi, tanto che viene ricoverato d'urgenza con il cranio fratturato ed un'emorragia cerebrale. Venne sottoposto ad un delicato intervento chirurgico per rimuovere un coagulo di sangue formatosi tra il cuoio capelluto e la scatola cranica e installare una placca in titanio. Tuttavia il referto medico indicò che il trauma compromise alcuni nervi cranici che gli avrebbero rallentato irreversibilmente i riflessi. Valero tornò a casa dopo 3 mesi di riabilitazione.

### Vita privata
Nel 1998 conobbe Jennifer Carolina Viera, la cui zia abitava di fianco alla palestra dove Valero si allenava. La coppia si sposò l'8 ottobre 2002 dopo che Jennifer appena quindicenne rimase incinta del loro primo figlio Edwin Antonio. La seconda figlia Jennifer Roselyne nacque nel 2005. Grande amico e sostenitore di Hugo Chàvez, aveva tatuato sul petto il suo volto insieme alla bandiera venezuelana con la scritta "Venezuela de verdad".
Suo fratello Luis fu anch'egli pugile professionista.

## Stile di combattimento
Valero possedeva uno stile di combattimento tra i più aggressivi che si siano mai visti (Slugger). Non in possesso di una grande tecnica e per nulla incline ad una boxe strategica, compensava alle lacune stilistiche con pugni pesanti e precisi efficaci sia nella corta che nella lunga distanza, e che gli hanno consentito di vincere ben 19 incontri al 1º round. Pugile di notevole resistenza ed abile con entrambe le mani, utilizzava all'occorrenza una caratteristica tecnica denominata "take the weapons away" (letteralmente "portare via le armi") che consisteva nel colpire ripetutamente i bicipiti dell'avversario in modo che ripresa dopo ripresa non sarebbe stato più in grado di alzare la guardia per proteggersi. Sebbene fosse una strategia vantaggiosa, poteva risultare utile solo se finalizzata al KO, poiché secondo il regolamento colpire sulle braccia o sui guantoni non è proibito, tuttavia non incrementa il punteggio.
Meno brillante dal punto di vista difensivo, era un boxeur che attaccava e allo stesso tempo accettava gli scambi a viso aperto non arretrando mai, cosa che permetteva quasi sempre a lui di guidare il ritmo del match. Il suo approccio rissoso e turbolento lo rendeva però vulnerabile ai pugili tattici.
Vantava inoltre un'ottima elasticità e resistenza di gambe, che gli permetteva di essere un buon counter-puncher o contrattaccante.

## Carriera

### Carriera amatoriale
Come pugile dilettante vinse il campionato venezuelano per tre volte consecutive. Nel 2000 vinse l'argento alle Olimpiadi Americane tenutesi a Tijuana. A maggio vola in Argentina e prende parte alle qualificazioni per i Giochi Olimpici di Sidney. Raggiunse il match decisivo del torneo dopo aver dominato tutti i suoi avversari senza perdere nemmeno un round. In finale cedette ai punti contro il brasiliano Valdemir Pereira. Durante il viaggio di ritorno Valero venne assalito in una stazione di autobus e derubato di denaro, passaporto e della medaglia conquistata poco prima.
Nonostante non abbia trovato lo sbocco olimpico, all'epoca, già da peso piuma aveva mostrato la sua grinta per il modo in cui si sbarazzava facilmente dei suoi avversari. Mesi dopo vinse i Campionati Centroamericani e Caraibici.
A livello amatoriale sostenne 92 incontri riportando 86 vittorie di cui 45 per KO. Fu proprio quest'ultima statistica ad affibbiargli la seconda parte del suo soprannome da chi lo vedeva combattere come se "avesse la dinamite nelle mani".

### Carriera professionistica

#### 2002 - 2003: Gli inizi
Il 17 febbraio 2002 dopo aver ottenuto l'abilitazione a salire sul ring, Valero debuttò da professionista a Caracas nel luglio dello stesso anno contro Eduardo Hernandez, sconfiggendolo KO tecnico al 1º round. Nell'incontro successivo il nativo di Mérida affrontò Danny Sandoval, più esperto di lui, vincendo ancora per KO tecnico al 1º round. Nel 2003 approda negli Stati Uniti e si stabilisce con la sua famiglia a Vernon, in California.

#### 2003 - 2004: La prematura sospensione
Dopo la vittoria in California contro il messicano Tomas Zambrano la rete televisiva HBO si interessò a trasmettere in esclusiva le sue performance. Era in programma un match a New York contro Francisco Lorenzo che sarebbe dovuto apparire nella serie tv Boxing After Dark ma un improvviso avvenimento ne precluse l'accordo: nel 2004 fallisce un test medico pre-combattimento a causa di un'anomalia riscontrata durante una TAC: un coagulo di sangue non assorbito causato dal trauma cerebrale avvenuto anni prima. Valero non consegue l'idoneità a proseguire nel professionismo e per tanto viene sospeso dalla Commissione Atletica di New York a tempo indeterminato; il dottor Barry D. Jordan che fu uno dei medici della NYSAC che visitarono Valero, gli consigliò addirittura di appendere i guantoni al chiodo. L'orgoglioso pugile si limitò a rispondere: "Sono perfettamente in forma".
Come conseguenza ulteriore la Golden Boy Promotions, che aveva un contratto di sponsorizzazione con lo stesso Valero decide di rinunciare al rinnovo. Tale rescissione era dovuta al fatto che Valero aveva tenuto nascosto il suo infortunio alla sigla del contratto, inoltre la nota società di promozione operava ed opera tuttora principalmente sul suolo americano rendendo di fatto impossibile il rapporto lavorativo. Tuttavia Valero fece appello a presunti motivi politici per i quali non era gradito come atleta da parte degli statunitensi. Criticò inoltre la stessa Golden Boy sottolineando che un altro pugile, il messicano Marco Antonio Barrera sotto contratto con la medesima società, aveva subito un intervento al cervello ancora più serio del suo, ciò nonostante continuava a combattere senza problemi negli Stati Uniti. Provò ad ottenere l'idoneità in California, ma senza successo. Mesi dopo lo stato del Texas gli concesse la licenza, ma il divieto di incrociare i guantoni oltre confine creò a Valero non pochi problemi per l'organizzazione dei futuri incontri e a causa di questo non ottenne nessun contratto sebbene diversi importanti manager avessero espresso interesse per lui.
In questo periodo visse a Los Angeles dove nacque la sua seconda figlia Jennifer Roselyne e per sbarcare il lunario Valero lavorò come tassista. Non aveva ancora possibilità di combattere ma continuava ad allenarsi regolarmente, e per non perdere l'abitudine a stare nel quadrato fece da sparring partner per pugili importanti come Manny Pacquiao ed Erik Morales.

#### 2005 - 2008: La rinascita
Dopo l'infelice parentesi negli Stati Uniti, Valero ritornò in patria determinato. Dopo quasi un anno e mezzo di assenza dal ring, il 21 maggio 2005 ritorna in gran forma sconfiggendo a Caseros, in Argentina il locale Hernan Abrahm Valenzuela in soli 2 minuti e non mostrando alcun segno di cedimento. Curiosamente, il giorno prima di incontrare Valenzuela, la Golden Boy inviò un fax agli uffici della sede venezuelana della World Boxing Association. Nel messaggio si chiedeva di annullare l'incontro, visti i danni cerebrali di Valero e i potenziali rischi, e sollevandosi inoltre dalla responsabilità della decisione presa dal pugile di proseguire a combattere contro il parere dei medici.
A metà 2005 ottenne altre 2 vittorie in Sud America. I risultati ottenuti gli valsero l'attenzione di Akohiko Honda, noto promotore giapponese a capo della Teiken Promotions che gli procurò un incontro a Kobe contro il beniamino locale Hero Bando che sconfisse per KO tecnico al 1º round. Valero continuò la sua striscia di vittorie, raggiungendo un record di 18-0 con 18 KO tutti alla prima ripresa infrangendo così lo storico primato che apparteneva dal 1905 ad Arthur Susskind (16 KO al 1º round). Tra queste vittorie è ricordata maggiormente quella contro l'armeno Aram Ramazyan, atterrato da un tremendo diretto sinistro di Valero dopo appena 20 secondi dall'inizio. L'incontro, disputato a Parigi, stabilì il record del KO più veloce mai avvenuto in Europa.
Fino a metà del 2006 Valero riportò 19 vittorie consecutive raggiungendo il vertice della classifica mondiale WBA. L'ente dunque gli permise di concorrere per il titolo mondiale, affrontando Vicente Mosquera a Panama il 5 agosto. In quella che probabilmente si sarebbe rivelata la gara più dura per entrambi i pugili, Valero ha iniziato il match nella sua modalità, mandando al tappeto il campione per due volte al 1º round. Tuttavia, Mosquera si riprese e nella 3ª ripresa rispose abbattendo Valero che andò a terra per la prima e unica volta nella sua carriera. L'incontro proseguì con non pochi dubbi tra l'entourage di El Dinamita circa la sua resistenza alle riprese lontane (fino a quel momento i suoi match non erano andati mai oltre il secondo round). La risposta non tardò ad arrivare: il tenace Mosquera iniziò a calare sotto i continui colpi pesanti dello sfidante portando l'arbitro a interrompere l'incontro al minuto 2:00 della 10ª ripresa rendendo il 24enne Valero campione del mondo e sancendo di fatto la fine di un calvario durato quasi due anni. A tal proposito dirà:«Il giorno in cui sono diventato campione del mondo, l'incubo che ho dovuto attraversare negli ultimi mesi è stato sepolto per sempre».
Valero difese con successo il titolo 4 volte prima di salire nella classe dei pesi leggeri, sconfiggendo Michael Lozada (1ª ripresa per KO tecnico), il campione giapponese Nobuhito Honmo (8ª ripresa per KO tecnico), Zaid Zavaleta (3ª ripresa per KO tecnico) e Takehiro Shimada (7ª ripresa per KO tecnico).

#### 2008 - 2010: il secondo titolo mondiale
Salito alla categoria dei leggeri si piazzò immediatamente numero 1 nel ranking mondiale, e dunque divenne pretendente al titolo WBC. La cintura era vacante, e come avversario venne scelto dalla federazione il 2 volte campione WBO NABO Antonio Pitalua, imbattuto da oltre otto anni. Il 4 aprile 2009 i due si sfidarono in un match ad Austin, fu il primo per Valero negli Stati Uniti dopo le complicanze accorse anni prima,  e che lo vide vincere per KO tecnico alla 2ª ripresa, con uno strapotere fisico ed una facilità nel portare i colpi che vanificarono la maggior esperienza di Pitalua che venne messo al tappeto per due volte in un round. Valero conquistò cosi la corona WBC dei pesi leggeri. HBO trasmise l'evento in pay-per-view riscuotendo un buon successo, riuscendo così a raggiungere con il pugile l'accordo con non andato in porto anni prima.
La prima difesa del titolo avvenne sul terreno di casa , a La Guaira dove incrociò i guantoni con Hector Velasquez vincendo per KO tecnico al 7º round. La seconda avvenne in Messico il 6 febbraio 2010 contro il giovane Antonio DeMarco, che in futuro sarebbe diventato campione del mondo. De Marco si dovette piegare dinnanzi alla potenza di Valero che continuò a tempestarlo di colpi nonostante una profonda ferita alla fronte causata da una gomitata involontaria dell'avversario. Valero vinse l'incontro al nono round in quella che fu la sua ultima difesa della corona, la rese vacante dopo poco tempo con l'intenzione di passare nella categoria dei superleggeri. In quel momento il record di Valero era di 27-0 (27 KO). Tra le tante opportunità si concretizzò sempre di più una sfida con il leggendario Manny Pacquiao. Il possibile incontro scaturiva però continue polemiche con Valero che faticava a mantenere il peso necessario e andava incontro a numerosi problemi personali.

#### La personalità
La reputazione di Valero fece sicuramente scalpore nel mondo del pugilato. Le sue vittorie rapidissime ed inesorabili gli conferivano un'aura quasi disumana di potenza e ferocia. La sua fama cominciava a precederlo: era un avversario ostico, ma anche appetibile per i tanti campioni che volevano porre fine alla sua striscia vincente. A giudizio dei tecnici, la potenza dei pugni di Valero era formidabile tanto che risultava difficile anche solo trovare sparring partner per i suoi allenamenti; uno dei suoi preparatori sosteneva che: "per Edwin tutto era una battaglia, non c'erano eccezioni". Il campione Mikey Garcia, che in gioventù si allenò con lui affermava:
Garcia sostenne anche che Valero non mostrava alcuna moderazione, chiunque avesse davanti:
Negli anni a venire Valero sarebbe diventato una vera e propria leggenda in diverse palestre sin dai tempi della sua permanenza a Los Angeles per cercare di ottenere la licenza. Ne è un esempio il video dell'allenamento con Erik Morales, diventato al tempo virale. Il filmato, che mostra una normale sessione di sparring, vede ad un certo punto Valero assestare a Morales un diretto sinistro talmente potente da rompergli il setto nasale; lo staff e l'intera palestra rimasero senza parole. Quando venne chiamato come sparring partner di Óscar de la Hoya in vista del celebre incontro contro Manny Pacquiao, Valero fu mandato via dopo soli due giorni di lavoro a causa della sua nota brutalità e spietatezza nella lotta. Il fratello di De La Hoya si rivolse al manager di Valero dicendogli "Kenny, porta questo mostro fuori da qui". Il noto allenatore Mario "Yuka" Morales sostiene che anche altri campioni come Marco Antonio Barrera e Urbano Antillon si rifiutarono di allenarsi con lui.
Valero era diventato ormai una celebrità a livello mondiale ma soprattutto nel suo paese, il Venezuela. Strinse in quel periodo una forte amicizia con il presidente Hugo Chavez (notoriamente interessato allo sport) e divenne un eroe nazionale, affetto che il pugile ricambiava fortemente sfoggiando spesso i colori della sua nazione nei suoi incontri ed interviste.
La maggior parte degli esperti sono d'accordo che quando Valero morì non era ancora all'apice della sua carriera nonostante i successi conseguiti e gli appassionati continuano ancora oggi a discutere ipotetiche vittorie e titoli che avrebbe potuto conseguire. L'impedimento di combattere negli USA lo tenne sicuramente fuori dal radar mediatico, uno dei motivi per cui è oggi poco ricordato dal grande pubblico.

#### Il declino
Malgrado la sua carriera fosse in piena ascesa, la sua affermazione nel ring segnò al contempo l'inizio di un declino a livello personale. Accanto al successo Valero tenne per tutta la vita un atteggiamento distruttivo a causa della miseria e della violenza subite durante l'infanzia, da cui non si riprese mai completamente nonostante la disciplina sportiva impartitagli. Alcuni consideravano anche i danni cerebrali subiti dall'incidente stradale in gioventù e i colpi ricevuti in combattimento come altre probabili fonti delle paranoie che lo perseguitavano. Negli anni a seguire il problema non fece che aggravarsi, rendendo in alcuni casi difficile il rapporto con le persone intorno a lui.
La fama ottenuta lo portò all'alcolismo e all'uso di droghe che sia la famiglia che gli amici cercarono di eliminare dalla sua vita con periodi di astinenza che non divennero mai permanenti. La sua indole violenta e le dipendenze cominciarono ad avere ripercussioni anche sul suo stato mentale; si ammalò di depressione.
Anche le sue condizioni atletiche ne risentirono fortemente: si svegliava sempre molto tardi e in alcuni casi non si presentava agli allenamenti, motivi per cui l'agognato match con Pacquiao ed il suo debutto nella divisione dei superleggeri venivano rimandati di continuo.

## Controversie

### Procedimenti giudiziari

#### Guida in stato di ebbrezza
Nel 2009 Valero fu arrestato in Texas per guida in stato di ebbrezza e resistenza all'arresto e gli fu successivamente negato anche il visto statunitense.

#### Accuse di aggressione
La sera del 27 settembre 2007 Valero ebbe una discussione con sua madre e sua sorella. Un vicino allertato dalle grida avvertì le autorità, testimonierà che l'alterco sarebbe degenerato in violenza fisica da parte del pugile. Tratto in arresto dalla polizia di El Vigia, Valero smentì le accuse dichiarando che si trattava solo di un litigio verbale e che l'avviso alle forze dell'ordine sarebbe stato un tentativo di danneggiare la sua reputazione.
Il 15 aprile 2009 Jennifer viene ferita alla gamba da un colpo di arma da fuoco sparato da un individuo a bordo di una moto, presumibilmente membro di una banda di strada.  Nonostante le indagini svolte il caso venne archiviato come incidente per mancanza di prove ed il motociclista non fu mai identificato.
Il 24 marzo 2010 Jennifer Carolina Viera venne trasportata d'urgenza allo University Hospital di Los Andes dove le vennero riscontrate diverse contusioni, graffi, un morso sulla schiena, due costole rotte ed un polmone collassato. Venne interrogata e non menzionò il marito, che andò a trovarla solo cinque giorni dopo. Diverse persone riferirono che Valero si comportò in modo ostile all'interno dell'edificio minacciando il personale ospedaliero, tanto da dover essere allontanato da due agenti lì presenti e i medici che si occupavano di Jennifer scettici delle dichiarazioni della ragazza, denunciarono il pugile per violenza aggravata. Arrestato il mattino seguente e condotto presso la stazione di polizia di Mérida, si dichiarò estraneo ai fatti ma chiese aiuto per i suoi problemi di alcolismo. Per tutto il tempo in cui Jennifer fu ricoverata, al pugile fu impedito legalmente di avvicinarsi a lei. Il 28 marzo Jennifer Carolina dichiarò alle autorità che le ferite riportate erano dovute ad una caduta di circa 3 metri dal tetto della loro villa, dove era salita per controllare la cisterna dell'acqua. Il 30 marzo Valero venne assolto dall'accusa di violenza, l'ordinaria perizia psichiatrica invece lo giudicò come persona pericolosa. Per tanto venne condannato a scontare sei mesi di riabilitazione presso l'ospedale San Juan de Diòs, dove rimase solo per sei giorni. Gli fu anche ordinato di prendere parte ad un corso di sensibilizzazione presso l'istituto per la donna e la famiglia di Mérida. Valero non andò mai a quel corso.

### Omicidio della moglie

#### Antefatti
Il 16 aprile 2010 Valero e sua moglie Jennifer decisero di partire per Vargas. Per l'occasione, il giorno prima Valero acquistò una Toyota Camry di colore blu, pagandola in contanti. Lo stato di Vargas in realtà non era la destinazione del viaggio bensì una tappa. Dopo una breve vacanza, Valero avrebbe poi proseguito da solo verso Cuba per cominciare un percorso di disintossicazione in una clinica specializzata. Alle 22:30 la coppia venne fermata dalla guardia nazionale per un controllo all'uscita del casello autostradale. Uno degli agenti riconobbe il pugile, che appariva spaventato e in preda a strane paranoie. Valero chiese infatti aiuto ai poliziotti perché supponeva di essere seguito da un'auto non meglio identificata. Chiamò anche un suo amico militare per spiegarli la situazione arrivando perfino a chiedere una scorta che lo accompagnasse fino all'arrivo. L'ufficiale non poté acconsentire, ma consigliò alla coppia di recarsi nella città più vicina per riposare e capire meglio cosa stesse succedendo. Edwin e Jennifer scelsero la città di Valencia e per dormire si recarono all'Hotel Inter-Continental.
Valero e la moglie arrivarono in hotel alle 23:39. Il personale che vide la coppia quella notte disse di averli visti nella hall parlare tra di loro a bassa voce per diversi minuti. Valero aveva con sé solo dollari americani, perciò uscì per andarli a cambiare rientrando poco dopo, e pagò il conto della stanza.
Mentre stavano scaricando i bagagli, il pugile chiese al personale di controllare a fondo la camera da lui prenotata prima che potesse entrare, e che voleva essere sicuro che nessuno lo avesse seguito lì. Nonostante la strana richiesta, il personale eseguì una rapida ricognizione della stanza. Alle 00:30 Valero scese nella hall chiedendo un'altra camera, a suo dire: "più isolata e meno rumorosa". Venne quindi trasferito insieme alla moglie nella stanza numero 624. Secondo le testimonianze, i vicini di camera non udirono urla o discussioni.

#### L'assassinio
Alle 05:30 del mattino del 18 aprile 2010 Valero scese scalzo alla reception dell'albergo e disse alle inservienti che sua moglie era morta. Non appariva spaventato o violento ma in un profondo stato confusionale. Il personale chiamò immediatamente le forze dell'ordine. Sul posto accorsero due volanti della polizia di Cardabobo, una della polizia militare e una della polizia scientifica. Entrarono quindi nella stanza 624 che all'ingresso apparve calma e ordinata. Il cadavere di Jennifer si trovava in camera da letto, riverso sul tappeto in una pozza di sangue. La ragazza appariva in posizione supina, con le mani giunte e i piedi incrociati. I pantaloni erano sbottonati e senza calzini. La testa era inclinata verso destra e mostrava sul collo i segni di tre ferite da taglio. Gli occhi erano stati cavati e il braccio destro presentava numerosi tagli. Sul corpo non c'erano segni di violenza sessuale o colluttazione.
Vicino al tappeto vengono trovate due macchie di sangue e delle lattine di birra, sotto una poltrona adiacente vengono trovate delle lenzuola insanguinate avvolte come per essere nascoste. Accanto alla poltrona una valigia marrone con dentro 92.000 dollari in contanti. La polizia scientifica ispezionò il bagno tramite i raggi UV dove rintracciò tracce di sangue nel piatto della doccia e nel lavandino, dove era stato posato anche un asciugamano appena lavato.
Valero venne tratto in arresto, non oppose resistenza ed era visibilmente alterato. Durante l'interrogatorio Valero disse alla polizia che era molto drogato e non ricordava esattamente cosa fosse successo. Sapeva di aver trovato il cadavere di sua moglie, ma non riusciva a ricordare come fosse stata uccisa o perché. Circa la questione della mancanza di emozioni manifestate, il pugile non rispose. Kenya Finol, cugina di Jennifer, ricevette una telefonata da Valero in cui affermava che la moglie sarebbe stata uccisa da dei criminali mentre lui stava dormendo: Quando ha chiamato, sembrava che fosse drogato. Con un tono molto tranquillo, ha detto che Jennifer era morta in una stanza d'albergo a Valencia, uccisa da alcuni teppisti che li stavano inseguendo", ha detto Finol.
Secondo alcuni le indagini non furono svolte correttamente, dato che non fu mai ritrovata l'arma del delitto. L'autopsia del corpo di Jennifer rivelò che le ferite riportate erano state causate con un bisturi. Gli inquirenti ipotizzarono che il pugile lo abbia gettato nella tazza del bagno dopo l'assassinio. Inoltre la reputazione di Valero quale persona violenta nei confronti della moglie e il forte stato di alterazione che manifestava in quel momento, spinsero le autorità a risolvere velocemente (e forse in maniera forzata) la vicenda attribuendo al pugile la totale responsabilità del delitto.
Jennifer Carolina Viera è sepolta nel cimitero di El Vigia.

#### Conseguenze
La notizia fece immediatamente il giro del paese facendo muovere circa 50 organizzazioni nazionali inclusi i gruppi per i diritti femminili che criticarono la gestione del caso di Valero da parte del governo venezuelano accusando le autorità di aver distolto lo sguardo da un uomo noto alla legge per violenze domestiche (o presunte tali) sin dal 2007. Lo zio di Jennifer Carolina, Evelio Finol, disse che Valero non era impazzito dall'oggi al domani. Lo descrisse come una persona molto violenta che faceva vivere la sua famiglia nella paura. Nessuno era disposto a fare nulla contro di lui a causa del forte sostegno politico di cui disponeva. Più rivelatore è stato il silenzio dell'intera famiglia mentre Valero costringeva la moglie a drogarsi insieme a lui.
Eloiza Vivas, la madre di Valero, incolpò il sistema legale del Venezuela di aver ignorato le richieste di aiuto di suo figlio, segnato da oltre un decennio di abuso di droghe e alcol. Per contro non mancarono le critiche verso la donna, accusata di aver taciuto per anni sul comportamento del figlio. A riguardo di ciò disse :"Le autorità di questo paese sono responsabili di tutto. È vero che devo assumermi la colpa per non aver detto nulla, ma Edwin era molto malato. Faceva uso di droghe dall'età di 12 anni e beveva molto e non è mai stato curato a dovere".

## Morte
Dopo l'omicidio della moglie, Valero fu tradotto nella prigione di Valencia dove gli fu diagnosticata una forte depressione e dipendenza da stupefacenti. Dopo la visita medica, temendo per la sua incolumità gli furono sottratti i lacci delle scarpe. Il giorno dopo sarebbe dovuto apparire in tribunale per l'udienza di convalida del suo arresto. La cella numero 4 dove Valero era recluso, veniva sorvegliata a turno da due guardie penitenziare, un funzionario della guardia nazionale ed un agente della polizia di stato.
La notte tra il 18 il 19 aprile 2010 un detenuto del carcere avvertì degli strani rumori provenienti dalla cella di Valero e avvisò una guardia penitenziaria. L'agente, entrato nella stanza trovò il pugile impiccato a dei pantaloni. Stando a quanto espresso dall'agente, Valero mostrava ancora segni di vita. L'agente lo liberò in fretta e tentò invano di rianimarlo. Edwin Valero venne dichiarato morto all'1:30 per soffocamento, ufficializzando poi il suicidio.
Sull'esistenza e sulla morte del pugile restano comunque molti misteri, primo tra tutti il suo repentino cambio di personalità che lo ha portato senza apparente motivo da sportivo disciplinato e professionale ad alcolizzato omicida. Un altro dettaglio conferma qualcosa di sospetto nella morte del pugile: nel momento dell'arresto viene fotografato dai giornalisti vestito con una tuta sportiva ed una canottiera nera, mentre risulta che si sia impiccato 24 ore dopo utilizzando un paio di jeans. Riguardo alla diversità del vestiario, la polizia dichiarò che a Valero fu dato il permesso di lavarsi e cambiarsi.
Non mancarono anche teorie secondo cui Valero fosse così alterato da una combinazione di droga e alcol che potrebbe aver ucciso per errore sua moglie durante un'estrema allucinazione e, una volta svanito l'effetto e realizzato in carcere ciò che aveva fatto, diede in escandescenza a tal punto da venirgli somministrati dei tranquillanti. Secondo l'autopsia queste sostanze vennero consumate pochi minuti prima di morire e potrebbero quindi aver influito negativamente sulla sua psiche già compromessa.

## Lista degli incontri
| Risultato | Record | Avversario                | Metodo | Data              | Round | Città                                                 | Note                                         |
| --------- | ------ | ------------------------- | ------ | ----------------- | ----- | ----------------------------------------------------- | -------------------------------------------- |
| Vittoria  | 27–0   | Antonio DeMarco           | RTD    | 6 febbraio 2010   | 9     | Monterrey Arena, Monterrey, Messico                   | Difende il titolo WBC                        |
| Vittoria  | 26–0   | Hector Velazquez          | RTD    | 19 dicembre 2009  | 6     | Polideportivo José María Vargas, La Guaira, Venezuela | Difende il titolo WBC                        |
| Vittoria  | 25-0   | Antonio Pitalua           | TKO    | 4 aprile 2009     | 2     | Frank Erwin Center, Austin, Texas                     | Vince il titolo vacante WBC dei pesi leggeri |
| Vittoria  | 24–0   | Takehiro Shimada          | TKO    | 12 giugno 2008    | 7     | Nippon Budokan, Tokyo, Giappone                       | Difende il titolo WBA                        |
| Vittoria  | 23–0   | Zaid Zavaleta             | TKO    | 15 dicembre 2007  | 3     | Plaza de Toros, Cancùn, Messico                       | Difende il titolo WBA                        |
| Vittoria  | 22–0   | Nobuhito Honmo            | TKO    | 3 maggio 2007     | 8     | Ariake Coliseum, Tokyo, Giappone                      | Difende il titolo WBA                        |
| Vittoria  | 21–0   | Michael Lozada            | TKO    | 3 marzo 2007      | 1     | Ariake Coliseum, Tokyo, Giappone                      | Difende il titolo WBA                        |
| Vittoria  | 20–0   | Vicente Mosquera          | TKO    | 5 luglio 2006     | 10    | Figali Convention Center, Panama, Panama              | Vince il titolo WBA dei pesi superpiuma      |
| Vittoria  | 19–0   | Gennaro Tranzacos         | TKO    | 25 marzo 2006     | 2     | World Memorial Hall, Kobe, Giappone                   |                                              |
| Vittoria  | 18–0   | Whyber Garcia             | TKO    | 25 febbraio 2006  | 1     | Centro Recreacional Yesterday, Turmero, Venezuela     |                                              |
| Vittoria  | 17-0   | Aram Ramazyan             | KO     | 5 dicembre 2005   | 1     | Palazzo dello Sport di Parigi-Bercy, Parigi, Francia  |                                              |
| Vittoria  | 16–0   | Hero Bando                | TKO    | 25 settembre 2005 | 1     | Yokohama Arena, Yokohama, Giappone                    |                                              |
| Vittoria  | 15–0   | Jose Hernandez            | KO     | 13 agosto 2005    | 1     | Circulo Militar, Maracay, Venezuela                   |                                              |
| Vittoria  | 14–0   | Esteban de Jesus Morales  | KO     | 1 luglio 2005     | 1     | Arena Roberto Duràn, Panama, Panama                   |                                              |
| Vittoria  | 13–0   | Hernan Abraham Valenzuela | TKO    | 21 maggio 2005    | 1     | Ce.De.M. N° 2, Caseros, Argentina                     |                                              |
| Vittoria  | 12–0   | Tomas Zambrano            | TKO    | 18 dicembre 2003  | 1     | Marriott Hotel, Irvine, California                    |                                              |
| Vittoria  | 11–0   | Alejandro Heredia         | KO     | 27 ottobre 2003   | 1     | Gimnasio Don Jose Beracasa, Caracas, Venezuela        |                                              |
| Vittoria  | 10–0   | Roque Cassiani            | TKO    | 28 agosto 2003    | 1     | Marriott Hotel, Irvine, California                    |                                              |
| Vittoria  | 9–0    | Emmanuel Ford             | TKO    | 19 luglio 2003    | 1     | Activities Center, Maywood, California                |                                              |
| Vittoria  | 8–0    | Dairo Julio               | TKO    | 23 maggio 2003    | 1     | Hotel Tamanaco Intercontinental, Caracas, Venezuela   |                                              |
| Vittoria  | 7–0    | Edgar Mendoza             | TKO    | 17 maggio 2003    | 1     | Centro Recreacional Yesterday, Turmero, Venezuela     |                                              |
| Vittoria  | 6–0    | Danny Sandoval            | KO     | 22 marzo 2003     | 1     | Centro Recreacional Yesterday, Turmero, Venezuela     |                                              |
| Vittoria  | 5–0    | Julio Pineda              | KO     | 30 novembre 2002  | 1     | Caracas, Venezuela                                    |                                              |
| Vittoria  | 4–0    | Luis Soto                 | TKO    | 18 novembre 2002  | 1     | Caracas, Venezuela                                    |                                              |
| Vittoria  | 3–0    | Alirio River              | TKO    | 26 ottobre 2002   | 1     | Centro Recreacional Yesterday, Turmero, Venezuela     |                                              |
| Vittoria  | 2–0    | Danny Sandoval            | TKO    | 23 settembre 2002 | 1     | Caracas, Venezuela                                    |                                              |
| Vittoria  | 1–0    | Eduardo Hernandez         | TKO    | 9 luglio 2002     | 1     | Parque Naciones Unidas, Caracas, Venezuela            |                                              |

## Citazioni e riferimenti
Alla vita di Valero si è ispirato il regista Ignacio Castillo Cottin per il film El Inca del 2016.